# Malatesta Malatesta di Giovanni

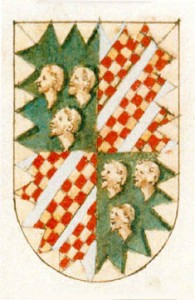
Effigie di Malatesta della Penna

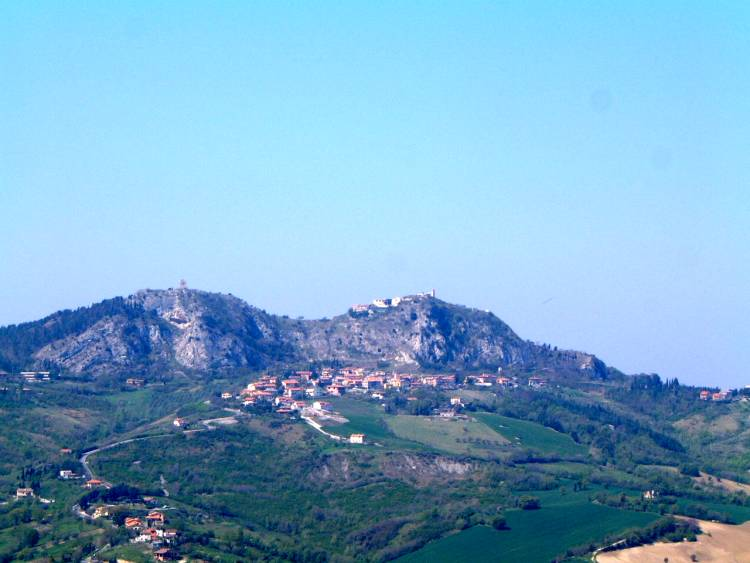
Torriana e Montebello

Malatesta Malatesta, detto Minore (Rimini, ... – ante 1195), è stato un politico italiano.

## Biografia
Era figlio di Giovanni Malatesta, primo Malatesta di cui sia hanno notizie documentate.
Nel 1150 ebbe in enfiteusi dal rettore della Chiesa di San Lorenzo a Monte (Rimini), un terreno situato a Sal Lorenzo in Monte. Nel 1186 acquisì da Ugolinuccio di Maltalone numerosi possedimenti e castelli nella zona di Scorticata, Sogliano, Montebello e Saiano, compresa la pieve di Marisano. Risultava proprietario anche di Ciola Corniale, frazione oggi di Santarcangelo di Romagna.
Morì prima del 1195.

## Discendenza
Sposò Berta Traversari di Ravenna ed ebbero quattro figli:
- Giovanni (?-ante 1221), signore di Verucchio
- Malatesta (Malatesta III Minore) (?-1197), sposò Alaburga
- Giovanni, morto giovane
- Matilde